# Photoakustische Bildgebung
Photoakustische Bildgebung oder Optoakustische Bildgebung (englisch Photoacoustic Imaging, PAI) ist ein Überbegriff für verschiedene bildgebende Verfahren, bei denen der photoakustische Effekt ausgenutzt wird: Intensives Licht wird im Objekt unter geeigneten Bedingungen absorbiert, wodurch Ultraschallwellen erzeugt werden. Entsprechende Detektoren fangen den Ultraschall auf, wodurch ein Bild erzeugt werden kann. 
Zu diesen Verfahren gehören die Photoakustische Tomografie und die Photoakustische Mikroskopie. Ein verwandtes Verfahren ist die Photoakustische Spektroskopie.
Eine Kategorisierung der verschiedenen photoakustischen Bildgebungsverfahren kann erfolgen in optoakustische Makroskopie (inklusive multispektraler optoakustischer Tomographie, MSOT), optoakustische Mesoskopie (inklusive Raster-scan optoakustische Mesoskopie, RSOM) und optoakustische Mikroskopie.